# Frischezentrum Frankfurt am Main
Koordinaten: 50° 11′ 47,4″ N, 8° 38′ 51,7″ O

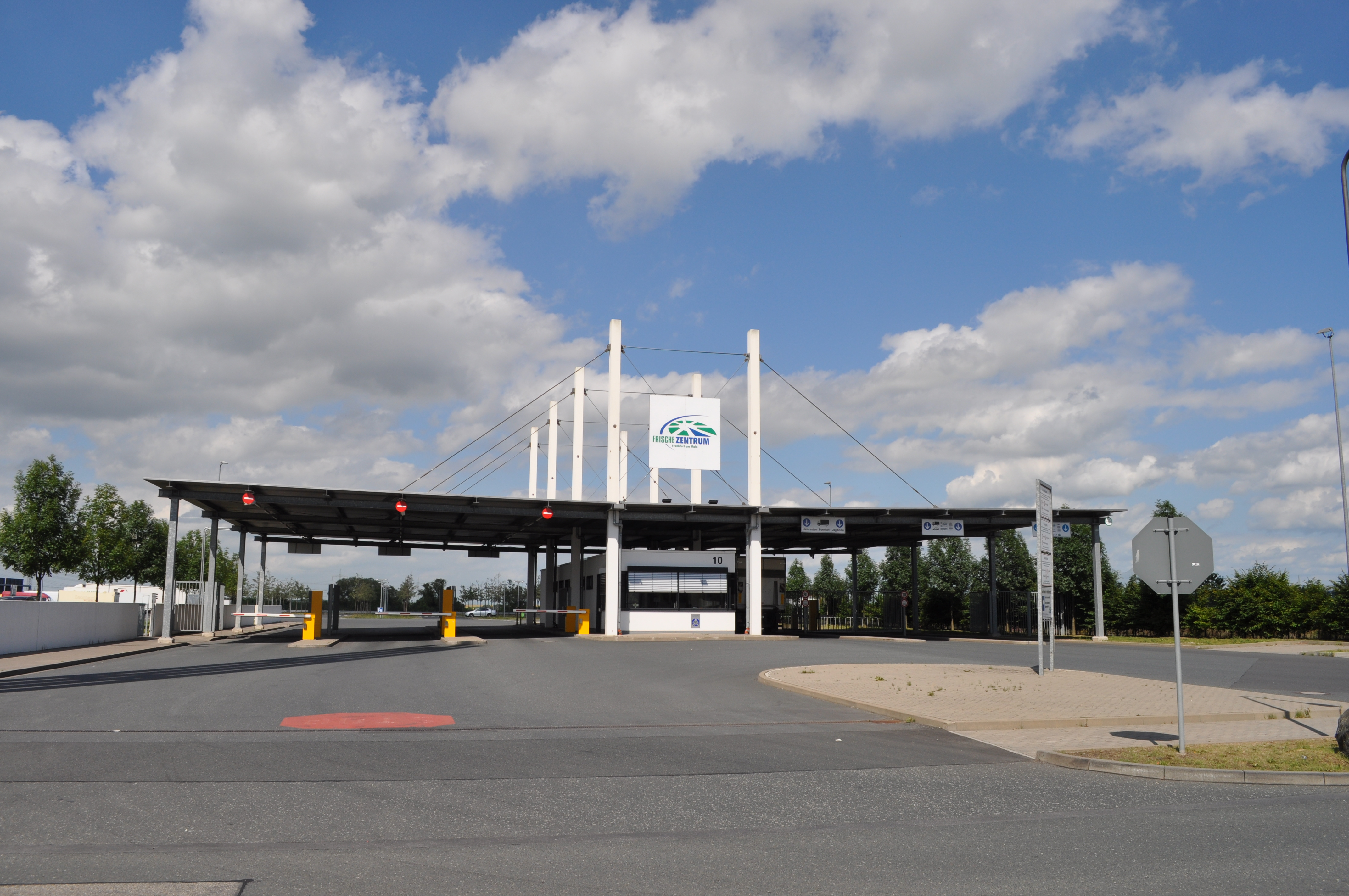
Einfahrt zum Frischezentrum

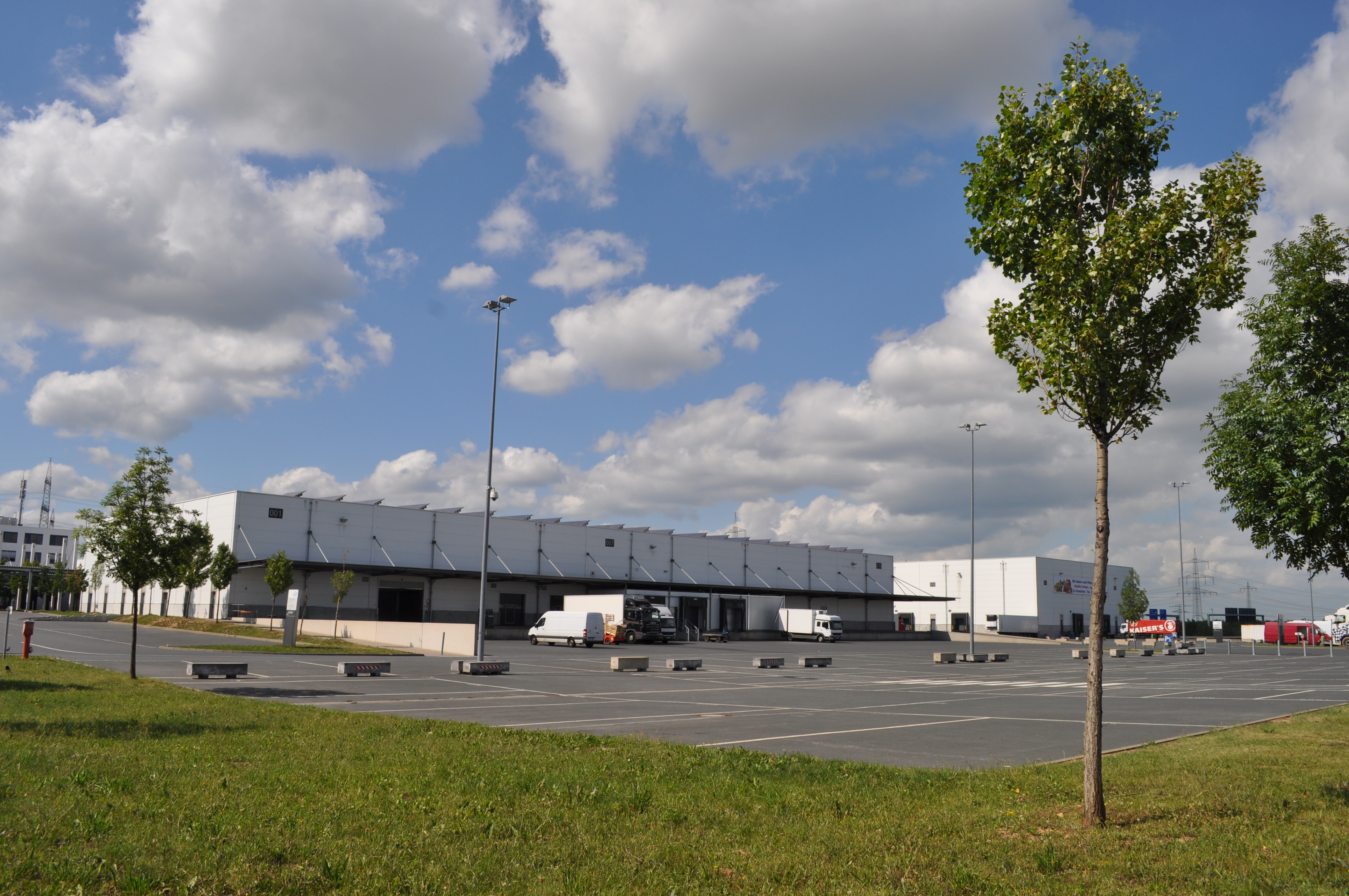
Gelände des Frischezentrums

Das Frischezentrum Frankfurt am Main ist ein Großmarkt für Lebensmittel in Frankfurt am Main.

## Überblick
In den Gebäuden bieten rund 110 Lebensmittelgroßhändler, Importeure, regionale Erzeuger und Spezialitätenhändler ihre Waren an. Das Frischezentrum Frankfurt ist ein Großhandelsplatz für den gewerblichen Einzelhandel aus dem Lebensmittelbereich und versorgt ca. 3.000 Kunden pro Woche im erweiterten Rhein-Main-Gebiet. Zu den Kunden gehören Wiederverkäufer aus dem Lebensmittelbereich, Großhändler, Hotel- und Restaurantbetreiber, Köche und Gastronomen, Großküchenbetreiber, Imbissbetreiber, Wochenmarkthändler, Hofläden und Lebensmitteleinzelhändler.

## Geschichte
Am 6. Juni 2004 wurde das Frischezentrum Frankfurt am Main im Gewerbegebiet „Am Martinszehnten“ im Frankfurter Stadtteil Kalbach als Nachfolger der geschlossenen Großmarkthalle Frankfurt am Main eröffnet. Die alte Großmarkthalle Frankfurt schloss am 4. Juni 2004, auf dem Gelände befindet sich seit 2010 das Gebäude der Europäischen Zentralbank.
Auf einem Grundstück mit einer Größe von 133.000 m² entstanden nach 16-monatiger Bauzeit zwei Hallen und zwei Bürogebäude. Eine Verkaufshalle mit etwa 23.000 m² Handelsfläche, eine Lagerhalle mit ca. 16.500 m² und ca. 2.400 m² Bürofläche. Die Hallen sind an allen Seiten mit sechs Meter breiten, überdachten Laderampen ausgestattet. Die Baukosten betrugen 42,5 Millionen Euro. Die Händler investierten zusätzlich ca. 10 Millionen Euro in ihre Marktstände.
Betreiber ist die Frischezentrum Frankfurt am Main – Großmarkt GmbH. Hauptgesellschafter ist mit 25 % die Stadt Frankfurt am Main, die restlichen 75 % verteilen sich auf die ansässigen Händler. Vorsitzender des Aufsichtsrates ist die Stadträtin Stephanie Wüst. Der Warenumschlag beträgt jährlich etwa 440.000 t, hiervon sind 140.000 t aus der regionalen Erzeugung.

## Infrastruktur
Das Frischezentrum liegt direkt am Bad Homburger Kreuz im Dreieck der Autobahnen A 5 und A 661. Über die Anschlussstelle Frankfurt-Nieder Eschbach zur A 661 steuern zahlreiche Lastwagen täglich das Frischezentrum an, um frische Lebensmittel anzuliefern. Selbst die Ware, die aus fernen Ländern eingeflogen wird, ist aufgrund der Verkehrsanbindung und der Nähe zum Flughafen so in kürzester Zeit im Frischezentrum. Die zentrale Lage und die gute Anbindung sind entscheidende Faktoren für die Frische und Qualität der Lebensmittel.

## Sortiment
Das Sortiment der rund 110 Lebensmittelhändler reicht von Obst, Gemüse, Fleisch und Fisch über Geflügel und Eier, Käse- und Molkereiprodukten bis hin zu Back- und Trockenwaren, internationalen Feinkostspezialitäten sowie Bio-Produkten, Zierpflanzen und Getränke und Verpackungen.

## Zertifizierung
Das Frischezentrum Frankfurt am Main – Großmarkt GmbH ist seit dem Jahr 2006 nach dem Qualitätsmanagementsystem der ISO 9001 und dem Lebensmittelhygiene-Konzept nach Hazard Analysis and Critical Control Points (HACCP) zertifiziert.

## Mitglied der GFI
Die Frischezentrum Frankfurt am Main – Großmarkt GmbH ist bereits seit Gründung im Jahr 2000 Mitglied des Fördervereins GFI Deutsche Großmärkte. Durch offensive Marketingmaßnahmen soll die GFI den Bekanntheitsgrad der deutschen Großmärkte erhöhen und deren verbraucherspezifischen Nutzen verdeutlichen.